# Церква святого великомученика Димитрія Солунського (Застав'є)
Церква святого великомученика Димитрія Солунського в Застав'ї — парафія і храм Тернопільського благочиння Тернопільської єпархії Православної церкви України в селі Застав'є Тернопільського району Тернопільської области.

## Історія церкви
Наріжний камінь храму святого великомученика Димитрія Солунського був закладений у 1995 році. Першу Службу Божу в храмі відслужили у січні 2000 року.
Керував будівництвом, що розпочалося у 1993 році, місцевий житель, будівельник із сорокарічним стажем Євген Філик.
Усі роботи в храмі були виконані завдяки пожертвам та активній праці парафіян.
Освячення престолу відбулося 8 листопада 2003 року на храмовий празник. Чин освячення звершив архієпископ Тернопільський і Кременецький Іов, йому співслужили о. Микола Ковалик та духовенство Тернопільського деканату.
У 2014 році завершилися внутрішні роботи, стіни розписав тернопільський художник Володимир Купецький.
8 листопада 2014 року, на храмове свято, архієпископ Тернопільський, Кременецький і Бучацький Нестор здійснив чин оновлення храму, а настоятеля протоієрея Миколая Ковалика нагородив правом носіння хреста з прикрасами.

## Парохи
- о. Микола Ковалик (з 2003).